# مادوروس
مادوروس (انگلیسی: Madauros) یک شهر امپراتوری روم-قوم بربر و یک اسقف نشین سابق کلیسای کاتولیک در ایالت قدیمی نومیدیا، در الجزایر امروزی بود.